# 演劇実験室◎万有引力
演劇実験室◎万有引力（えんげきじっけんしつ ばんゆういんりょく）は、1983年、寺山修司の死後、天井桟敷の音楽・共同演出を担当していたJ・A・シーザーと天井棧敷の劇団員31名とで結成された日本の劇団。
1983年、「シナの皇帝」で旗揚げ。奴婢訓海外公演など実質的に天井桟敷の後継として活動している。なお新高恵子は、寺山修司の死去とともに83年に女優引退しており、万有引力には参加していない。

## 主な俳優
- 蘭妖子
- サルバドール・タリ
- 根本豊
- 髙田恵篤
- 福士恵二
- 伊野尾理枝

など

## 主な作品
2004年
- 奴婢訓
- 砂漠の動物園 ― その形態はピラネージの牢獄に似る ―
- 毛皮のマリー

2005年
- 奴婢訓
- アヴェロンの野生児 ―俳優マクベスと野生児ヴィクトールの内在生成学―
- 奇想黙示劇 宮沢賢治の知恵の夢

2006年
- 草迷宮 ― たずねて母の迷宮三千里 ―
- ブラック　イン　ザ　ダーク

2007年
- カフカの卵鐘 ―喩えて鏡の中の機巧オルフェたち、あるいは劇的言語の縫合手術法―
- 螺旋階段

2008年
- 奇想番外奇劇 わがザッツ・エンターテーメントのための予告篇
- 引力の法則
- 市街劇 人力飛行機ソロモン・松山篇

2009年
- 万有引力版　アフリカの印象
- 書物の私生児

2010年
- くるみわり人形 ―眠りの世界の危険性（「夢は行為の妹」なんかじゃない）―
- サード ◎「寺山修司シナリオ集」より◎
- 阿呆船

2011年
- 鉛筆のフォークロア ―寺山修司の予告篇｢さらば書物よ｣の続編としての書物論遊譚―
- 夢(トポス)の国シンクウカン―寺山修司の「ラジオのための叙事詩」コラージュ構成による―

2012年
- 奴婢訓
- 怪人フー・マンチュー

2013年
- SUNA
- 邪宗門

2014年
- 観客席
- リア王－月と影の遠近法－

2015年
- 身毒丸

2017年
- 身毒丸

## 関連作品
- 少女革命ウテナ - 1997年のテレビアニメ。J・A・シーザーが楽曲提供をした。
- マギアレコード 魔法少女まどか☆マギカ外伝 - 2020年から2022年に放送されたテレビアニメ。J・A・シーザーが楽曲提供やウワサ空間のデザインを担当しているほか、万有引力所属の俳優たちがゲスト出演している。